# Plattjen
Plattjen är en bergstopp i Schweiz.   Den ligger i distriktet Visp och kantonen Valais, i den södra delen av landet, 100 km söder om huvudstaden Bern. Toppen på Plattjen är 2 570 meter över havet.
Terrängen runt Plattjen är mycket bergig. Närmaste större samhälle är Zermatt, 16,8 km sydväst om Plattjen. 
Trakten runt Plattjen består i huvudsak av gräsmarker. Runt Plattjen är det mycket glesbefolkat, med 6 invånare per kvadratkilometer.